# Lê Khả Phiêu
Lê Khả Phiêu (Provincia di Thanh Hóa, 27 dicembre 1931 – Hanoi, 7 agosto 2020) è stato un politico e generale vietnamita, che servì come Segretario generale del Partito Comunista del Vietnam dal 1997 al 2001.

## Biografia
Lê Khả Phiêu nacque il 27 dicembre 1931 nel villaggio di Thượng Phúc nella Provincia di Thanh Hóa. Nel 1945 entrò a far parte del movimento indipendentista comunista dei Viet Minh. Si iscrisse al Partito Comunista Indocinese il 19 giugno 1949.
Il 1º maggio 1950 venne trasferito dai Viet Minh nell'Esercito popolare vietnamita, scalando quindi i vari gradi a partire da quello di Secondo tenente, fino a raggiungere il grado di commissario politico del 66º reggimento vietnamita inquadrato nella 304ª divisione.
Dal settembre del 1954 al 1958 detenne la carica di vice-ufficiale politico di un battaglione. In seguito presidedette l'ufficio politico del 66º reggimento.
Servì l'esercito nella Guerra d'Indocina nella Guerra del Vietnam e nella Guerra cambogiano-vietnamita. Ricoprì inoltre la posizione di direttore del dipartimento generale politico dell'Esercito popolare vietnamita.
Lê Khả Phiêu era un protetto del suo predecessore Đỗ Mười, che lo promosse poi nel politburo nei primi anni' 90.
Nel dicembre 1997, durante la quarta sessione plenaria dell'ottavo congresso nazionale del partito, venne eletto segretario generale del Comitato centrale del partito e Segretario della commissione militare centrale, cariche che ricoprì fino all'aprile del 2001, andando successivamente in pensione nel 2006.
Lê Khả Phiêu fu percepito inizialmente come un comunista conservatore. Questa visione è stata implementata dallo storico Martin Gainsborough, che ha fatto notare comunque che Lê Khả Phiêu ha parlato di diversi problemi nel partito comunista vietnamita prima del decimo congresso del partito. In questa sede l'ex generale ha criticato quella che lui chiamava "malattia della partitizzazione" (bệnh đảng hoá), facendo intendere che il partito controllava tutto.